# Mont Nasu
Le mont Nasu (那須岳, Nasu-dake), désigne, dans un sens large, un groupe de volcans du Japon : les monts Nasu, à cheval sur les deux préfectures de Fukushima et de Tochigi, sur l'île de Honshū. Dans un sens restreint, il s'agit d'un volcan du bourg de Nasu, au nord-est de la préfecture de Tochigi, aussi connu sous le nom de mont Chausu (茶臼岳, Chausu-dake). Le mont Sanbonyari, qui s'élève à l'altitude de 1 917 m, est le sommet le plus élevé des monts Nasu. Situé dans la partie nord-est du parc national de Nikkō, dans la région de Kantō, le mont Nasu est une des 100 montagnes célèbres du Japon.

## Toponymie
Selon Kyūya Fukada, auteur, en 1964, de la liste des 100 montagnes célèbres du Japon, l'origine du nom du mont Nasu (那須岳) est « obscure ». Il relève cependant que des documents historiques rapportent qu'au premier siècle de notre ère, sous le règne de Keikō, le douzième empereur du Japon, un gouverneur fut envoyé dans la province de Nasu (那須国, Nasu kuni) qui correspond à la région dans laquelle est située la montagne, et qui est devenue, à l'ère Meiji (1868 - 1912), le district de Nasu dans le nord-est de la préfecture de Tochigi.

## Géographie
Le groupe de volcans Nasu est une formation géologique de l'île de Honshū, au Japon, à cheval sur la limite nord-ouest du village de Nishigō (préfecture de Fukushima), et, dans le nord de la préfecture de Tochigi, la limite nord-ouest du bourg de Nasu, et la limite nord de la ville de Nasushiobara,. Il est situé dans le parc national de Nikkō, 35 km au sud du lac Inawashiro, et, à vol d'oiseau, 160 km au nord-est de l'agglomération de Tokyo. Les côtes de l'océan Pacifique sont à environ 17 km à l'est, celles de la mer du Japon sont à environ 120 km au nord-ouest. Ce groupe de stratovolcans constitués principalement d'andésite donne son nom à une section de l'arc volcanique Nord-Est du Japon qui s'étend du nord de la plaine de Kantō jusqu'au mont Rishiri, dans le nord-ouest de l'île de Hokkaidō,. Parmi les nombreux édifices volcaniques qui le composent, cinq sont distingués sous le nom collectif des « cinq sommets de Nasu », en raison de leur alignement approximatif selon l'axe nord-sud : les monts Kurooya （1 589 m), Nangetsu （1 776 m), Asahi（1 896 m), Chausu（1 915 m) doté d'un cratère sommital dans lequel se dresse un dôme de lave, et Sanbonyari（1 917 m), un dôme de lave, point culminant de l'ensemble volcanique. Au nord de ce dernier, le volcan Kashi-Asahi （1 835 m) s'aligne aussi sur les cinq précédents. Il fait entièrement partie du bassin du fleuve Naka, d'une longueur de 150 km et qui prend sa source au mont Nasu avant de se jeter dans l'océan Pacifique, à Ōarai dans l'est de la préfecture d'Ibaraki.
Situé dans la partie septentrionale du parc national de Nikkō, un parc national administré par le ministère de l'Environnement du Japon depuis sa création en 1934, le mont Nasu constitue un biotope favorable à la cohabitation de nombreuses espèces d'oiseaux sauvages et ses forêts de conifères et de hêtres du Japon offrent un terrain fertile à diverses espèces végétales dont plusieurs variétés de plantes alpines.
Des routes de montagne permettent d'accéder au mont Nasu, en voiture ou en bus, depuis les centres-villes des trois municipalités de Nishigō, Nasushiobara, et Nasu qui sont desservies par la ligne de train à grand vitesse Shinkansen Tōhoku reliant les villes de Tōkyō à Aomori (préfecture d'Aomori).

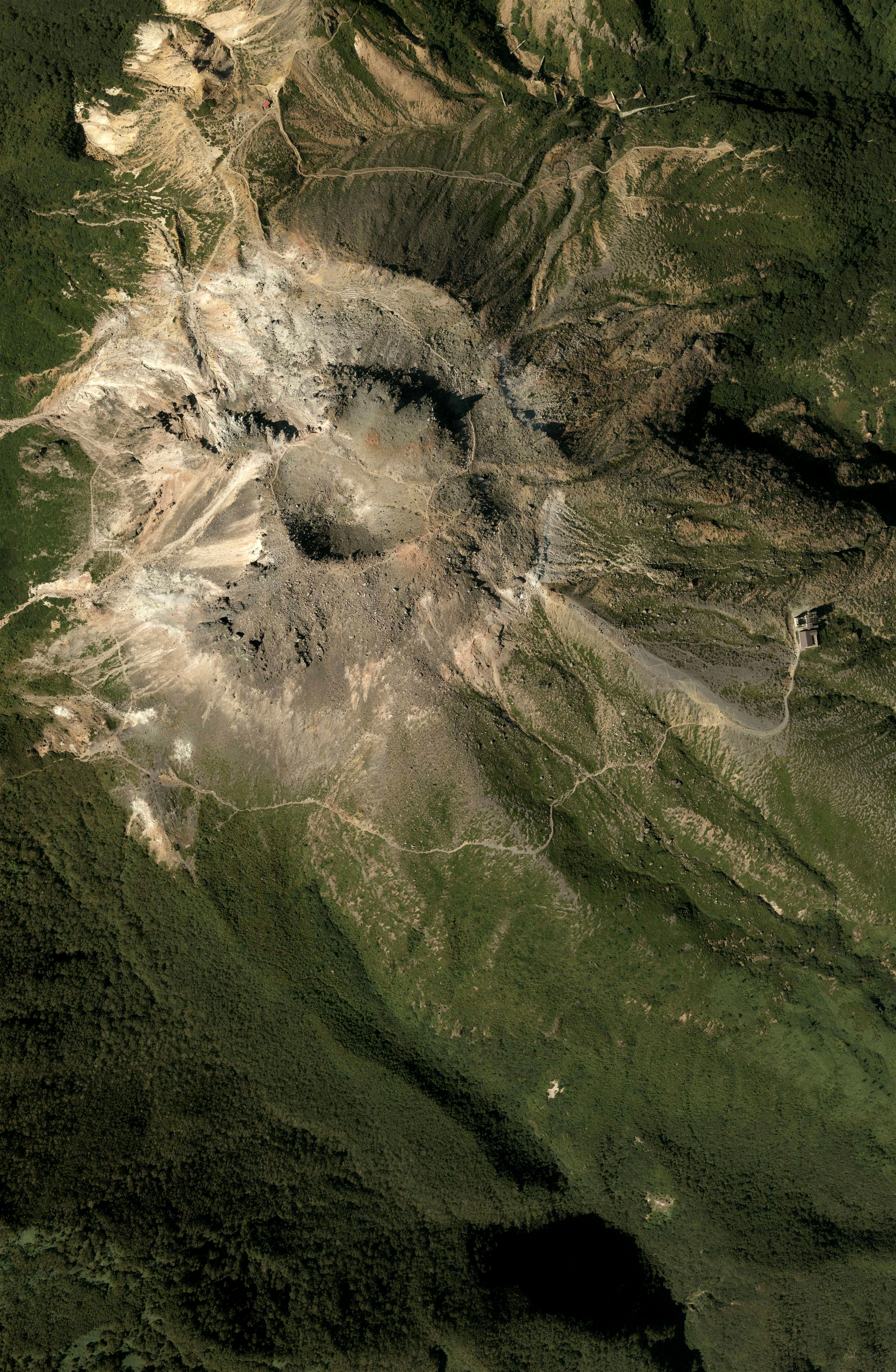
Vue aérienne du cratère du mont Chausu.
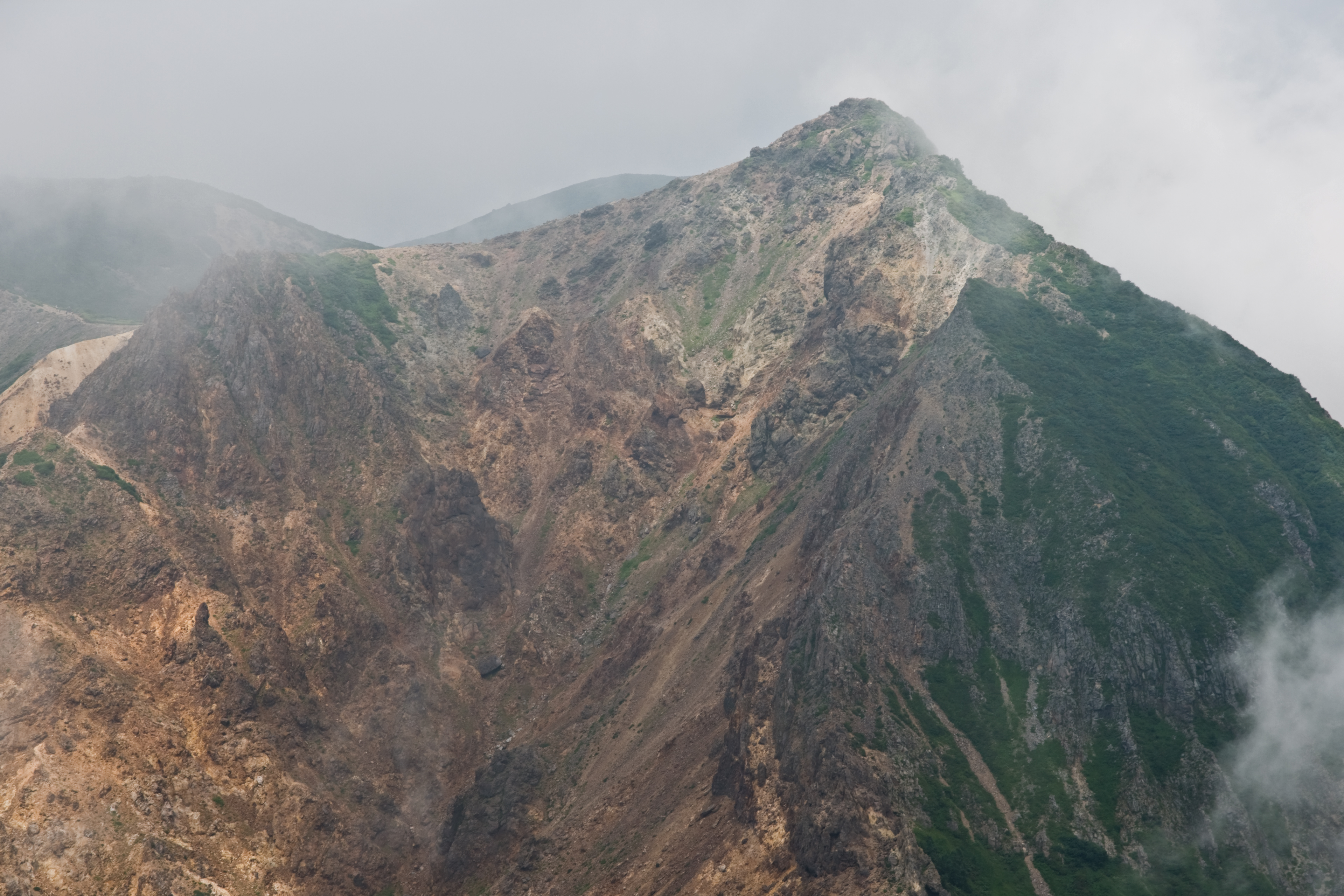
Vue du mont Asahi.
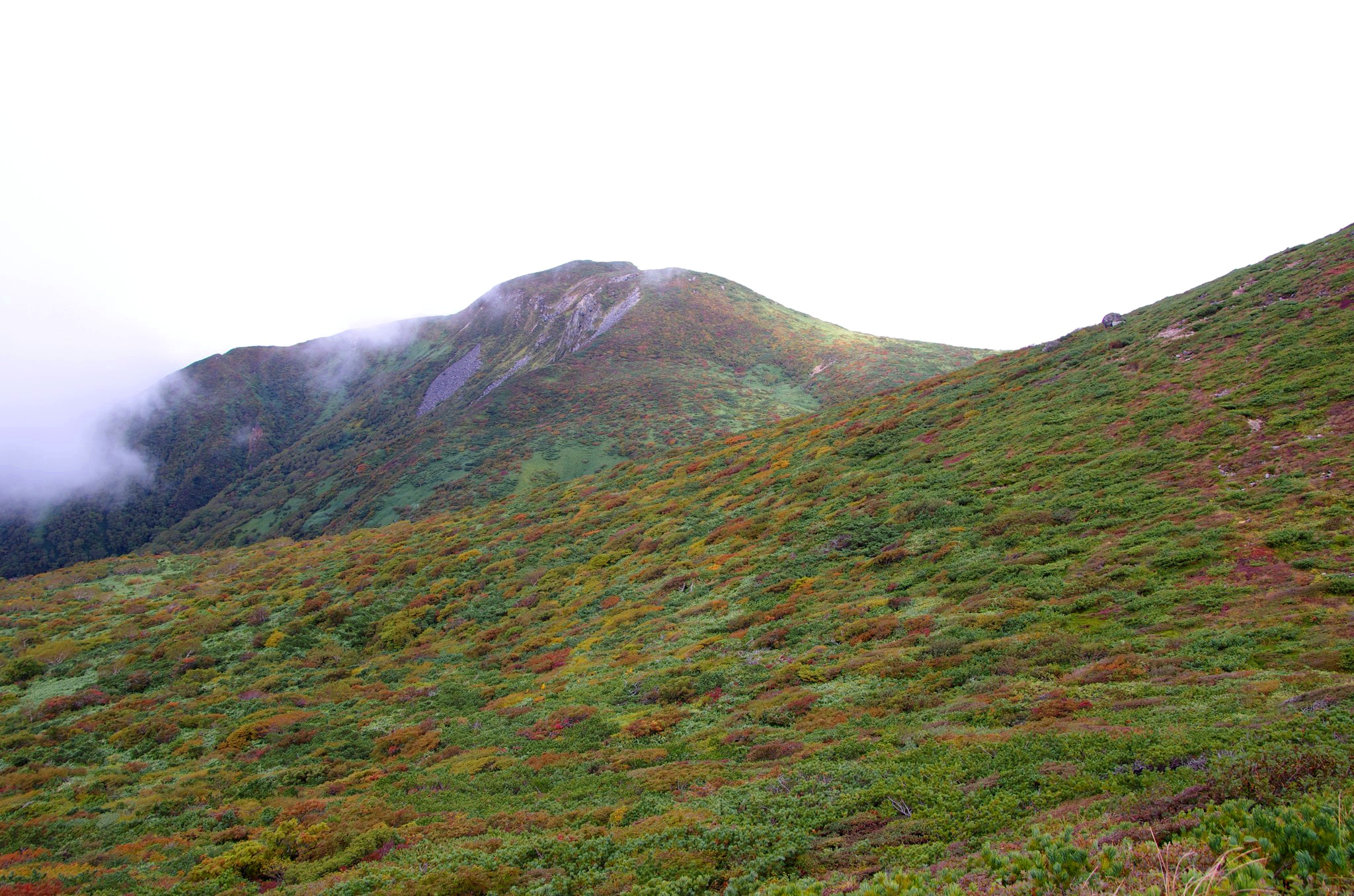
Vue du mont Sanbonyari.

### Climat
| Mois                                             | jan.       | fév.       | mars       | avril     | mai       | juin      | jui.      | août      | sep.      | oct.      | nov.      | déc.       | année      |
| ------------------------------------------------ | ---------- | ---------- | ---------- | --------- | --------- | --------- | --------- | --------- | --------- | --------- | --------- | ---------- | ---------- |
| Température minimale moyenne (°C)                | −5,3       | −5,3       | −2,4       | 2,6       | 7,7       | 12,3      | 16,7      | 17,5      | 13,8      | 7,7       | 2         | −2,6       | 5,4        |
| Température moyenne (°C)                         | −1,7       | −1,3       | 2          | 7,8       | 13        | 16,4      | 20,2      | 21        | 17,3      | 11,8      | 6,4       | 1,1        | 9,5        |
| Température maximale moyenne (°C)                | 1,9        | 2,7        | 6,8        | 13        | 18,2      | 20,7      | 24,3      | 25,4      | 21,4      | 16,1      | 10,9      | 5,1        | 13,9       |
| Record de froid (°C) date du record              | −11,7 1985 | −12,1 2012 | −10,4 1984 | −6 1987   | −2,3 1991 | 3,6 2011  | 8,7 1983  | 8,9 2001  | 3,2 2001  | −1,2 2010 | −6,1 2019 | −10,2 2002 | −12,1 2012 |
| Record de chaleur (°C) date du record            | 12,7 1988  | 16,8 2021  | 21,1 2018  | 26,8 2018 | 29,6 2019 | 30,3 1987 | 31,8 2018 | 32,2 2018 | 29,5 2019 | 24,6 2016 | 20 2014   | 17,4 2018  | 32,2 2018  |
| Ensoleillement (h)                               | 131        | 129        | 156,4      | 170,4     | 169,1     | 108,8     | 98,7      | 115,3     | 98,9      | 115,1     | 130,1     | 132,6      | 1 555,2    |
| Précipitations (mm)                              | 52,6       | 42,8       | 101,6      | 139,6     | 180,8     | 220,5     | 305,7     | 303,9     | 305,3     | 212,6     | 89,2      | 60,1       | 2 014,7    |
| dont neige (cm)                                  | 103        | 79         | 45         | 7         | 0         | 0         | 0         | 0         | 0         | 0         | 4         | 55         | 296        |
| Nombre de jours avec précipitations              | 9,1        | 8,3        | 10,4       | 11,3      | 12,1      | 15,9      | 18,3      | 17        | 14,8      | 11,5      | 8,3       | 9,1        | 146        |
| dont nombre de jours avec précipitations ≥ 10 mm | 1,6        | 1,1        | 3          | 4         | 5,1       | 6,4       | 8         | 7,6       | 7,7       | 4,7       | 2,7       | 1,6        | 53,7       |
| Nombre de jours avec neige                       | 11,5       | 8,8        | 5,5        | 0,6       | 0         | 0         | 0         | 0         | 0         | 0         | 0,4       | 5,9        | 33         |

| Diagramme climatique                                  |             |              |            |              |               |               |               |               |              |           |             |
| J                                                     | F           | M            | A          | M            | J             | J             | A             | S             | O            | N         | D           |
| 1,9−5,352,6                                           | 2,7−5,342,8 | 6,8−2,4101,6 | 132,6139,6 | 18,27,7180,8 | 20,712,3220,5 | 24,316,7305,7 | 25,417,5303,9 | 21,413,8305,3 | 16,17,7212,6 | 10,9289,2 | 5,1−2,660,1 |
| Moyennes : • Temp. maxi et mini °C • Précipitation mm |             |              |            |              |               |               |               |               |              |           |             |

## Histoire

### Histoire éruptive
Le groupe de volcans Nasu s'est formé sur une roche-mère constituée d'une couche de roches magmatiques. La partie occidentale de sa base repose sur de la roche plutonique datant du Crétacé (145 - 66 Ma) et de la roche volcanique du Miocène (23 - 5,3 Ma) ; l'autre partie est faite de dépôts pyroclastiques du Pléistocène inférieur (2,58 Ma - 11 700 ans) — De 1,4 MA à 1 MA BP. Les principaux édifices volcaniques du groupe — les monts Kashi-Asahi, Sanbonyari, Asahi, Nangetsu et Kurooya — se forment successivement, du nord au sud, sur une période s'étalant de 500 000 ans à 100 000 ans BP,. L'activité volcanique du plus jeune des volcans des monts Nasu, le mont Chausu, débute il y a environ 16 000 ans,. À l'ère commune, la formation de son cratère sommital s'achève ; en 1410, une éruption magmatique engendre l'élevation d'un dôme de lave dans le cratère. Par la suite, le mont Chausu maintient une activité faite d'éruptions phréatiques et de production de fumerolles et de lahars. En outre, le mont Nasu est fréquemment ébranlé par des séries de secousses sismiques,,.
L'Agence météorologique du Japon, se conformant à des normes internationales depuis 2003, considère qu'un volcan est actif s'il est entré en éruption au cours de l'Holocène, soit depuis les 10 000 dernières années environ, ou s'il manifeste une activité géothermique importante. Par conséquent, elle classe le mont Nasu dans sa liste des volcans actifs du Japon.

### Histoire humaine
Durant la période historique, plusieurs éruptions du mont Nasu ont été observées, notamment en 1410, 1881, 1953, 1960 et 1963,. Du 24 février 1409 au 5 mars 1410, des coulées de lave et des éjectas, produits par le volcan Chausu et projetés au loin, font 180 victimes dans les environs. Le 1er juillet 1881, l'activité éruptive des monts Nasu provoque la mort de nombreux poissons dans le bassin du fleuve Naka.

## Activités

### Randonnée

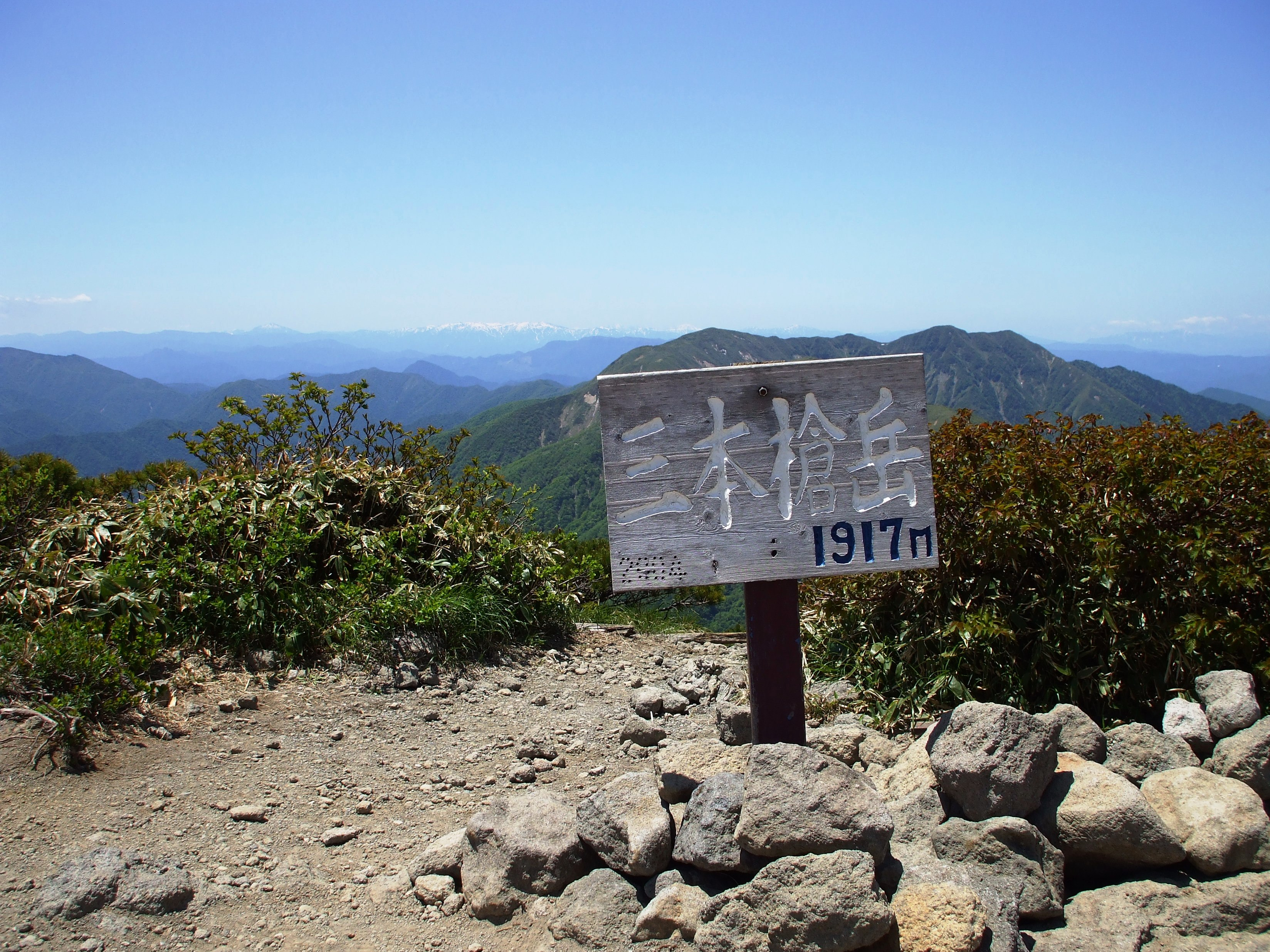
Le sommet du mont Sanbonyari.

Plusieurs routes permettent d'accéder au mont Nasu, en voiture ou en bus, depuis les centres-villes de Nishigō, Nasu et Nasushiobara. Elles convergent toutes vers une route de montagne, au bas du versant oriental du mont Chausu, qui mène à une station de téléphérique (altitude 1 385 m) ouverte en 1962. Le téléporté transporte les randonneurs au point de départ d'un sentier de randonnée (1 685 m) qui ouvre, sur sa face sud-est, une voie d'ascension en direction de la cime du volcan Chausu. Depuis le bord du cratère du mont Chausu, le chemin se prolonge vers le nord, passe au pied du mont Asahi, et s'infléchit vers l'ouest jusqu'au sommet du mont Sanbonyari.

### Protection environnementale
Le mont Nasu et ses immédiats environs sont protégés depuis décembre 1934 dans le parc national de Nikkō qui s'étend sur 1 149,08 km2 dans le nord-ouest de la ville de Nikkō.